# Collegio uninominale Toscana - 04 (Senato della Repubblica 2017)
Il collegio elettorale uninominale Toscana - 04 è stato un collegio elettorale uninominale della Repubblica Italiana per l'elezione del Senato tra il 2017 ed il 2022.

## Territorio
Come previsto dalla legge elettorale italiana del 2017, il collegio era stato definito tramite decreto legislativo all'interno della circoscrizione Toscana.
Era formato dal territorio di 65 comuni: Abbadia San Salvatore, Anghiari, Arezzo, Asciano, Badia Tedalda, Bibbiena, Bucine, Buonconvento, Capolona, Caprese Michelangelo, Castel Focognano, Castel San Niccolò, Castellina in Chianti, Castelnuovo Berardenga, Castiglion Fibocchi, Castiglion Fiorentino, Castiglione d'Orcia, Cavriglia, Cetona, Chianciano Terme, Chitignano, Chiusdino, Chiusi, Chiusi della Verna, Civitella in Val di Chiana, Cortona, Foiano della Chiana, Gaiole in Chianti, Laterina, Lucignano, Marciano della Chiana, Montalcino, Monte San Savino, Montemignaio, Montepulciano, Monterchi, Monteriggioni, Monteroni d'Arbia, Montevarchi, Monticiano, Murlo, Ortignano Raggiolo, Pergine Valdarno, Piancastagnaio, Pienza, Pieve Santo Stefano, Poppi, Pratovecchio Stia, Radda in Chianti, Radicofani, Rapolano Terme, San Casciano dei Bagni, San Giovanni Valdarno, San Quirico d'Orcia, Sansepolcro, Sarteano, Sestino, Siena, Sinalunga, Sovicille, Subbiano, Talla, Terranuova Bracciolini, Torrita di Siena, Trequanda.
Il collegio era parte del collegio plurinominale Toscana - 02.

## Eletti
| Elezione | Elezione | Senatore         | Partito                     |
| -------- | -------- | ---------------- | --------------------------- |
|          | 2018     | Riccardo Nencini | Partito Socialista Italiano |

## Dati elettorali

### XVIII legislatura
Come previsto dalla legge elettorale, 116 senatori erano eletti con sistema a maggioranza relativa in altrettanti collegi uninominali a turno unico.
| Candidati              | Candidati                  | Voti    | %     | Liste                           | Voti    | %     |
| ---------------------- | -------------------------- | ------- | ----- | ------------------------------- | ------- | ----- |
|                        | Riccardo Nencini ✔️ Eletto | 100 360 | 34,97 | Partito Democratico             | 89 946  | 31,34 |
| +Europa                | Riccardo Nencini ✔️ Eletto | 100 360 | 34,97 | 7 527                           | 2,62    |       |
| Italia Europa Insieme  | Riccardo Nencini ✔️ Eletto | 100 360 | 34,97 | 1 935                           | 0,67    |       |
| Civica Popolare        | Riccardo Nencini ✔️ Eletto | 100 360 | 34,97 | 952                             | 0,33    |       |
|                        | Tiziana Nisini             | 97 238  | 33,89 | Lega                            | 51 721  | 18,02 |
| Forza Italia           | Tiziana Nisini             | 97 238  | 33,89 | 31 235                          | 10,88   |       |
| Fratelli d'Italia      | Tiziana Nisini             | 97 238  | 33,89 | 12 500                          | 4,36    |       |
| Noi con l'Italia - UDC | Tiziana Nisini             | 97 238  | 33,89 | 1 782                           | 0,62    |       |
|                        | Donella Bonciani           | 66 711  | 23,25 | Movimento 5 Stelle              | 66 711  | 23,25 |
|                        | Guido Pasquetti            | 9 318   | 3,25  | Liberi e Uguali                 | 9 318   | 3,25  |
|                        | Ernesto Screpanti          | 3 412   | 1,19  | Potere al Popolo!               | 3 412   | 1,19  |
|                        | Marisa Lastella            | 3 104   | 1,08  | Partito Comunista               | 3 104   | 1,08  |
|                        | Rita Seidita               | 2 872   | 1,00  | CasaPound                       | 2 872   | 1,00  |
|                        | Claudio Ademollo           | 1 919   | 0,67  | Il Popolo della Famiglia        | 1 919   | 0,67  |
|                        | Matteo Martini             | 1 417   | 0,49  | Italia agli Italiani            | 1 417   | 0,49  |
|                        | Ivana Aglietti             | 608     | 0,21  | Per una Sinistra Rivoluzionaria | 608     | 0,21  |
| Totale                 | Totale                     | 286 959 | 100   |                                 | 286 959 | 100   |
|                        |                            |         |       |                                 |         |       |
| Voti non validi        | Voti non validi            | 9 353   | 3,16  |                                 |         |       |
| Votanti                | Votanti                    | 296 312 | 78,49 |                                 |         |       |
| Elettori               | Elettori                   | 377 538 |       |                                 |         |       |